# Заблудаев, Александр Петрович
Алекса́ндр Петро́вич Заблуда́ев — техник котельного цеха Горьковской ГРЭС Горэнерго, Герой Социалистического Труда.

## Биография
Родился в 1924 году в селе Хохлома Нижегородской области. Член КПСС.
Участник Великой Отечественной войны, участник Парада Победы на Красной площади в 1945 году. Демобилизовался в 1947 году. В 1947—1984 гг. — слесарь и помощник машиниста паровоза в Чернораменском производственном управлении, помощник машиниста паровоза, машинист паровоза, кочегар котельного цеха, старший машинист котельной, техник котельного цеха Горьковской ГРЭС Горэнерго.
Указом Президиума Верховного Совета СССР от 4 октября 1966 года присвоено звание Героя Социалистического Труда с вручением ордена Ленина и золотой медали «Серп и Молот».
Умер в Балахне в 1992 году.